# The Mr. T Experience
The Mr. T Experience (a veces abreviado a MTX) es una banda de punk rock estadounidense formada en 1985 en Berkeley, California. Han publicado diez álbumes de estudio junto a numerosos EPs y sencillos y han realizado giras internacionales. Su música está mejor clasificada como pop punk y es internacionalmente juguetona, cómica, satírico, y en ocasiones se ocupan de cuestiones de amor y las relaciones. El nombre del grupo es tomado del actor y la personalidad de televisión Mr. T.
The Mr. T Experience sirve principalmente como la salida creativa para el cantante y guitarrista Frank Portman, compositor y único miembro original de la banda a lo largo de varios cambios en la alineación.
La banda está estrechamente relacionada con el movimiento punk rock de la bahía de San Francisco de finales de la década de 1980 y la década 1990, que gira en torno al club 924 Gilman Street y el sello Lookout! Records, a través del que han publicado sus álbumes desde 1990.
MTX son contemporáneos de muchos otros grupos que surgieron de esta misma "escena", incluyendo Green Day, Operation Ivy, Rancid, Jawbreaker, The Donnas, Tilt, y NOFX. También comparten similitudes estilísticas con otras bandas no nativas de la zona de la bahía pero asociados con ese movimiento, incluyendo The Queers, Screeching Weasel, y Groovie Ghoulies. Con los años The Mr. T Experience ha realizado presentaciones, giras, y compartido sello discográfico con muchas de estas bandas. También comparten una fuerte influencia de Ramones, el cual fue más fuerte en los primeros álbumes de la banda pero aún se mantiene evidente en sus últimos trabajos.

## Historia

### 1985-1989: Formación
Antes de formar The Mr. T Experience, los miembros Frank Portman y Byron Stamatatos habían tocado juntos en una banda llamada The Bent Nails durante la secundaria en Millbrae, California. Los dos mantuvieron contacto después de que Portman se trasladará a Berkeley para asistir Universidad de California, donde conoció a Jon Von Zelowitz quien fue DJ en la estación de radio de la universidad KALX. También presentó a Alex Laipeneiks, quien había sido compañero de universidad del hermano menor de Portman. En el verano de 1985 los cuatro formaron The Mr. T Experience con Portman en la guitarra y voces (bajo el seudónimo Dr. Frank), Zelowitzs en guitarra y voces, Stamatatos en el bajo, y Laipeneiks en la batería.
El nombre de la banda fue escogido por capricho, "una cosa un poco accidental", Portman recordó en una entrevista en 1995:

"Hubo una especie de concepto detrás de él, porque [en 1985] Mr. T... tenía todos estos productos. Era como Mr. T ambientadores, medias, cereal, desodorante, y lo que sea. Pensamos que seríamos una banda de punk rock, más que otra en la larga lista de productos. Ok, no es un gran concepto pero vamos... Uno de nuestras grabaciones, el título era 'Too Late to Change the Name'".
La banda publicó su primer álbum Everybody's Entitled to Their Own Opinion con el sello discográfico local Disorder Records. Comenzaron a construir seguidores locales a través de pequeñas giras y airplays en estaciones de radio universitarias y rápidamente se volvieron parte del movimiento punk rock de la Bahía de San Francisco a finales de la década de 1980 centrado alrededor de la sede 924 Gilman Street. Seguido de un segundo álbum, Night Shift at the Thrill Factory, publicado por Rough Trade Records en 1988. Fue en esta época que Portman comenzó una transición de introducir cada canción de la banda por la línea "esta canción es acerca de una chica..." en cada una de sus presentaciones. El EP Big Black Bugs Bleed Blue Blood fue publicado en 1989, después de que Stamatatos dejará la banda y fuera reemplazado por Aaron Rubin. Rough Trade Records se fue a la quiebra poco después del lanzamiento del EP.

### 1990-1995: Cambios de integrantes
En 1990 la banda firmó con Lookout! Records, con quienes permanecen hasta la fecha. Recogieron los resultados de varias sesiones de grabación en el álbum Making Things with Light, el cual fue el primer álbum de la banda lanzado por Lookout!. El álbum Milk Milk Lemonade fue publicado en 1992, después de que se embarcarán en su primera gira por Europa. Mientras que en España el grupo grabó el EP Strum ünd Bang, Live!?. Poco después de regresar de América Zelowitz dejó la banda, dando lugar a casi una ruptura. Intentaron reunirse con meses después pero eligieron continuar como un trío, publicando el EP Gun Crazy en 1993. El álbum Our Bodies Our Selves fue publicado el mismo año y una gira fue planeada, pero Laipeneiks se negó a ello y pronto dejó la banda. Otra ruptura sobrevino haciendo que Portman regresará a la universidad y Rubin se uniera a Samiam.
Portman continuo escribiendo canciones, sin embargo, en 1994 regresó de trabajar con Samiam y reclutó al baterista Jim "Jym" Pittman. El trío grabó el EP ...And the Women Who Love Them, que inculcó algunos rejuvenecimientos creativos a la banda. Pronto, sin embargo, Rubin regresó a Samian y Joel Reader se unió a la banda en su reemplazo.

### 1996-2002: Medio tiempo
Portman, Reader y Pittman se convirtieron en los integrantes más estables de la banda desde 1988. A partir de ese momento el grupo se convirtió esencialmente en el proyecto de Portman, cuando comenzó un período prolífico de composición. El trío publicó un álbum cada año por los siguientes cuatro años: Love is Dead (1996), Revenge is Sweet, and So Are You (1997), Road to Ruin (1998 - un cover del álbum de Ramones del mismo año) y Alcatraz (1999). Portman también publicó en 1999 un álbum en solitario titulado Show Business is My Life. 
Reader dejó la banda después de Alcatraz y se unió a The Plus Ones. Fue reemplazado por Gabe Meline, quien ha contribuido a la grabación de Alcatraz. Los integrantes grabaron el EP The Miracle of Shame en 2000, el cual también incluye el órgano y tecladista Erik Noyes. Noyes fue un miembro semioficial de la banda quien ha contribuido a Revenge is Sweet, and So Are You y Alcatraz y se les unió oficialmente para la gira de conciertos de verano de 1999, pero no duro con ellos mucho. La banda giro esporádicamente hasta 2002, cuando Meline dejó la banda.

### 2003-presente: Actividades recientes
Los miembros de la banda nuevamente cambio en 2003, con el bajista "Bobby J" Jordan reemplazando a Meline. El guitarrista Ted Angel también se unió, haciendo de la banda una unión de cuatro integrantes por primera vez en diez años. Los miembros publicaron el álbum Yesterday Rules en 2004. Gira limitada, mientras que Portman continuo presentándose como solista ocasionalmente y también en The Bomb Bassets. 
The Mr. T Experience ha permanecido relativamente inactivo desde 2005. Portman rara vez se ha enfocado en carrera como autor. Publicó su primera novela, King Dork, en 2006. Una segunda novela Andromeda Klein, fue publicada en 2009. King Dork Approximately, una secuela de la primera novela de Portman, fue publicado en diciembre de 2014. Un lanzamiento de 12 canciones de Mr. T basado en dos libros "King Dork" estaba en proceso a finales de 2014.

## Estilo musical
A partir de la época en que el hardcore punk y el speed metal dominaban la escena musical punk rock underground, MTX evitó estas tendencias más difíciles a un enfoque orientado a un estilo pop-melódico que recuerda a la primera ola del punk británico - con la banda comparando su sonido al de bandas como The Damned, Buzzcocks y Wire y bandas americanas como Ramones y The Dickies en una entrevista de 1988 con Flipside.

## Discografía
Álbumes de estudio
- 1986: Everybody's Entitled to Their Own Opinion
- 1988: Night Shift at the Thrill Factory
- 1990: Making Things with Light
- 1992: Milk Milk Lemonade
- 1993: Our Bodies Our Selves
- 1996: Love is Dead
- 1997: Revenge is Sweet, and So Are You
- 1998: Road to Ruin
- 1999: Alcatraz
- 2004: Yesterday Rules